# أليانزا بتروليرا
أليانزا بتروليرا (بالإسبانية: Alianza Petrolera)‏ هو نادي رياضي كولومبي في كرة القدم، تأسس في سنة 1991 ويتمركز في بلدة بارانكابيرميخا.